# Teddy Boy (canción)
«Teddy Boy» es una canción escrita por Paul McCartney y fue lanzada en su primer álbum solista de 1970, McCartney, después de salir de The Beatles.

## Historia
Fue escrita por McCartney durante el retiro de The Beatles a la India, y originalmente fue grabada durante las sesiones de lo que se convirtió en el Let it Be de The Beatles (1969, publicado en 1970). Existen varias versiones, de las cuales todas son acústicas, algunas de las cuales incluye una guitarra eléctrica o improvisadas armonías vocales de McCartney y John Lennon. Una amalgama de dos versiones grabadas durante ese tiempo fue puesto en libertad en el álbum recopilatorio de The Beatles Anthology 3, otra de las versiones fue mezclada por Glyn Johns y ha aparecido recientemente en el álbum Let it Be 50th anniversary edition.

## Resumen de la canción
«Teddy Boy» cuenta la historia de un niño pequeño cuya madre le dice que sea bueno. Su madre le habla de su padre en la guerra y ella empieza a ser molesta y llora. Más tarde, ella consigue un marido y Teddy Boy huye porque no puede aguantar más, pero finalmente regresa a su madre.
- Datos: Q3004188